# Martin Brückner
Martin Brückner (* 1. November 1984 in Deutschland) ist ein deutscher Floorball-Trainer. 2020 bis 2025 war er Bundestrainer der deutschen Floorballnationalmannschaft.

## Karriere
Brückner war einige Saisons als Spieler und Spielertrainer beim Bundesligisten UHC Weißenfels, mit dem er viele Pokal- und Meistertitel gewann. Im September 2020 wurde er Bundestrainer der Herren-Nationalmannschaft. Seit der Saison 2023/24 ist der Trainer des Damenteams des FBC Kalmarsund in der höchsten schwedischen Liga SSL. 